# Gil Stratton
Gil Stratton Jr. (2 de junio de 1922 – 11 de octubre de 2008) fue un actor y locutor deportivo de nacionalidad estadounidense. 

## Primeros años
Nacido en el barrio de Brooklyn, en la ciudad de Nueva York, siguió estudios en el Poly Prep de Brooklyn y en la Universidad St. Lawrence de Canton, Nueva York, donde se graduó y destacó como portero del equipo de hockey de la Universidad.

## Carrera teatral
Stratton se interesó por la interpretación siendo adolescente, y a los 19 años de edad debutó como actor teatral en el circuito de Broadway, encarnando a Bud Hooper en el musical de George Abbott Best Foot Forward, obra que se representó desde el 1 de octubre de 1941 al 4 de julio de 1942.

## Carrera cinematográfica
Como resultado de su trabajo en Best Foot Forward, MGM contrató a Stratton. Su primer trabajo para el studio tuvo lugar en el film Girl Crazy, con Mickey Rooney y Judy Garland, cantando el tema "Embraceable You" a dúo con Garland.
Tras completar Girl Crazy, Stratton hubo de alistarse en las Fuerzas Aéreas del Ejército de los Estados Unidos tras la entrada de Estados Unidos en la Segunda Guerra Mundial. Durante su tiempo en filas arbitró muchos partidos de béisbol, llegando a arbitrar para la Pacific Coast League.
Tras su licenciamiento, Stratton volvió al cine, actuando en películas como Stalag 17 (1953), The Wild One (1954), y Bundle of Joy (1956), participando a lo largo de su trayectoria en más de 40 cintas, y compartiendo pantalla con estrellas de la talla de Cary Grant, Shirley Temple, Marilyn Monroe, y William Holden.

## Actor radiotelevisivo
Además de actuar en el cine, Stratton empezó a trabajar como actor radiofónico a finales de la década de 1940, actuando en shows como Lux Radio Theater, The Great Gildersleeve, y My Little Margie. En 1950 colaboró con Judy Garland en la adaptación radiofónica de El mago de Oz, y actuó con Shirley Temple en la versión para la radio de The Bachelor and the Bobby-Soxer.
En la temporada 1954-1955, Stratton fue "Junior" Jackson en la sitcom de la CBS That's my boy, en la cual Eddie Mayehoff y Rochelle Hudson interpretaban a sus padres.
En la década de 1950 Stratton actuó en varios episodios de la serie de Jack Webb Dragnet, y en las de 1970 y 1980 hizo ocasionales actuaciones en diferentes producciones para TV, usualmente encarnando a locutores de noticias.

## Carrera en programas deportivos
Stratton fue contratado por la KCBS-TV en 1954 como periodista y locutor deportivo. Pasó dieciséis años como locutor deportivo del show The Big News en las décadas de 1960 y 1970. Éste fue el primer programa de noticias de la región con una hora de duración. Al cabo de un año, "The Big News" conseguía un 28% de la audiencia en Los Ángeles, y el formato del programa pasó a ser un modelo copiado por emisoras a lo largo de todo el país.
Stratton también fue locutor deportivo de la emisora de radio de California KNX (AM) desde 1967 a 1984 y desde 1986 a 1997.
Mientras trabajaba para CBS Sports en radio y televisión, Stratton cubrió los Juegos Olímpicos de Roma 1960. También trabajó para la National Football League, siendo "la voz" del Los Angeles Rams en los años sesenta, y retransmitió partidos de las Grandes Ligas de Béisbol, los Derbies de Kentucky, y carreras hípicas en Santa Anita Park, Hollywood Park Racetrack, y Del Mar Racetrack. También se ocupó de otros muchos deportes, tales como hockey, tenis, atletismo y golf.
El comentarista Keith Olbermann fue colaborador de Stratton tanto en KCBS/KNXT como en KNX 1070. Stratton ganó cinco Premios Emmy de carácter local a lo largo de su carrera televisiva, así como siete premios Golden Mike concedidos por la Radio-Television News Association.

## Últimos años
Stratton se retiró de la radio y de la TV en 1984, pero volvió de nuevo a la radio KNX 1070 en 1986 como locutor deportivo de fin de semana, retirándose otra vez en 1997. Posteriormente presentó torneos de golf con fines caritativos, recogiendo fondos para el Henry Mayo Hospital de Newhall, el cual dio en su honor el nombre de Stratton a una sala de recién nacidos. Además, dio clases de radiodifusión en la Universidad Estatal de California en Northridge.
Gil Stratton vivió en sus últimos años en Toluca Lake, Los Ángeles, California, localidad en la que falleció el 11 de octubre de 2008 a causa de una insuficiencia cardiaca. Tenía 86 años de edad.